# Ferdinand Bernède
Ferdinand Bernède (Arjusan, 20 de novembre de 1869 - Dacs, 9 de novembre de 1963) fou un folklorista i fotògraf gascó. Se'l considera inscrit dins de la línia del fotògraf i folklorista Félix Arnaudin, també originari de les Landes. Inicià la seva tasca a París, on fotografià al president de França Marie François Sadi Carnot al palau de l'Elisi. Posteriorment va elaborar unes targetes postals que representaven la vida quotidiana, rural i forestal, dels habitants de les Landes de la Gascunya. Més tard també va escriure alguns poemes en occità gascó que foren premiats per l'Escola Gastó Febus. També va pintar algunes aquarel·les. El 1959 fou nomenat president honorari de la Societat de Borda.

## Obres
- Note sur l'église et le clergé d'Arjuzanx pendant la révolution, 1935
- Mauves et ronces, 1959
- Poèmes des Landes et de la Chalosse, 1930